# Statistiche e record del Chelsea Football Club
Qui di seguito sono elencati vari record e statistiche del Chelsea Football Club.

## Statistiche e record più importanti
Il giocatore con più presenze con la maglia del Chelsea è l'ex capitano Ron Harris, che dal 1961 al 1980 giocò un totale di 795 partite. Tra i membri attuali della squadra, quello sceso maggiormente in campo è invece il vicecapitano Frank Lampard. Il giocatore del Chelsea col maggior numero di partite disputate nella propria nazionale è il francese Marcel Desailly (116). Per quanto concerne i portieri, quello che è apparso più volte tra i pali della formazione londinese è Peter Bonetti, contemporaneo di Harris, con 729 presenze dal 1959 al 1979.
Il miglior marcatore del Chelsea di tutti i tempi è Frank Lampard, con 203 gol in 603 partite, superando l'11 maggio 2013 con due reti all'Aston Villa, il precedente miglior marcatore Bobby Tambling, con 202 gol in 370 partite dal 1959 al 1970. Sono stati otto gli altri giocatori capaci di segnare più di 100 reti, in ordine cronologico: George Hilsdon (1906-1912), George Mills (1929-1939), Roy Bentley (1948-1956), Jimmy Greaves (1957-1961), Peter Osgood (1964-1974 e 1978-1979), Kerry Dixon (1983-1992), Frank Lampard (dal 2001) e Didier Drogba (dal 2004). Con 193 segnature, Dixon è il giocatore che più si è avvicinato al difficilmente pareggiabile record di Tambling. Greaves detiene, invece, il primato del maggior numero di gol totalizzati in una sola stagione: 43 durante il campionato 1960-1961. Tra i membri attuali del club, è Lampard l'uomo più prolifico sotto porta.
Ufficialmente il record di affluenza dello Stamford Bridge è di 82.905 spettatori (accorsi per il derby con l'Arsenal del 12 ottobre 1935), il quale rappresenta anche il record di spettatori per una partita di Football League. Il record di presenze per una partita della FA Cup è invece di 77.952 spettatori, registrato in occasione della partita giocata al quarto turno contro lo Swindon Town, il 13 aprile 1911. Comunque si stima che il 13 novembre 1945 oltre 100.000 fan abbiano assistito ad un'amichevole contro il team sovietico della Dinamo Mosca. La modernizzazione dello Stamford Bridge durante gli anni novanta impedisce che il record possa essere superato in futuro. L'attuale capienza dello Stamford Bridge è di 41.841 persone.
Nella prima partita della stagione 2007-2008, contro il Birmingham City, il Chelsea ha stabilito il record di imbattibilità casalinga in Premier League (64 partite). La striscia si è protratta fino a 86 partite casalinghe senza perdere (4 anni e 8 mesi) e si è interrotta con la sconfitta interna subita dal Liverpool (0-1) il 26 ottobre 2008.
Inoltre, nell'annata 2004-2005 il Chelsea ha conseguito numerosi primati sia a livello inglese che europeo: ha infatti conquistato il record del maggior numero di punti ottenuti in una sola stagione (95), del minor numero di gol subiti (15), del più alto numero di vittorie (29), del più alto numero di partite giocate senza subire nemmeno una rete (25) e del maggior numero di partite consecutive terminate con la propria rete inviolata (6).
Dal campionato 2008-2009 il Chelsea può anche fregiarsi del record del maggior numero di vittorie consecutive in trasferta: esse sono 11, e sono comprese nel periodo che va dal 5 aprile 2008 al 6 dicembre 2008. All'inizio della stagione successiva, poi, la squadra ha conseguito altri importanti risultati statistici sotto la guida di Carlo Ancelotti: la formazione londinese, infatti, è stata l'unica nella storia del calcio inglese a vincere per otto anni consecutivi la prima partita di campionato, e ha inoltre migliorato il precedente record di José Mourinho, conquistando sei vittorie consecutive sempre a partire dalla prima di Premier League, contro le quattro dell'allenatore portoghese. Alla fine della medesima annata, poi, il Chelsea, con 103 reti segnate, ha totalizzato il record di gol in una sola stagione del campionato inglese. Inoltre, curiosamente, la medesima squadra è risultata la più "anziana" di sempre a vincere la prima divisione britannica, con una media di 29 anni per giocatore.
Il Chelsea è stato inoltre protagonista di numerose "prime" del calcio inglese:
- Assieme all'Arsenal è stata la prima squadra ad utilizzare i numeri sul dorso della maglia, il 25 agosto 1928 nella partita contro lo Swansea Town;[12]
- Il Chelsea è stata la prima squadra a spostarsi in aereo per una partita in trasferta, allorquando ha affrontato il Newcastle Utd il 19 aprile 1957;[13]
- È stata la prima squadra della First Division ad aver giocato di domenica, contro lo Stoke City, il 27 gennaio 1974;
- Il 26 dicembre 1999 il Chelsea è diventato il primo club inglese a schierare in campo una formazione titolare composta completamente da stranieri, in una sfida valida per la Premier League contro il Southampton;[14]
- Il 19 maggio 2007 ha conquistato la prima FA Cup presso il nuovo Wembley Stadium,[15] dopo aver vinto anche l'ultima FA Cup nel vecchio Wembley;[16]
- Infine, in tutti i campionati sinora disputati, il Chelsea ha terminato la stagione in ogni posizione della classifica (dalla prima all'ultima) almeno una volta.[17]

## Record dei giocatori

### Presenze

#### Statistiche generali
- Maggior numero di presenze totali – 795, Ron Harris (1961-80)
- Maggior numero di presenze in campionato – 655, Ron Harris (1961-80)
- Maggior numero di presenze in FA Cup – 64, Ron Harris, (1961-80)
- Maggior numero di presenze in Football League Cup – 48, John Hollins (1963-75 & 1983-84) e Ron Harris (1961-80)
- Maggior numero di presenze in competizioni europee – 80, Frank Lampard, (2001-2014)
- Maggior numero di presenze consecutive – 167, John Hollins, 14 agosto 1971 – 25 settembre 1974
- Maggior numero di presenze consecutive in campionato – 164, Frank Lampard, 13 ottobre 2001 – 26 dicembre 2005
- Maggior numero di presenze in una sola stagione – 62, Frank Lampard, 2006-07
- Primo giocatore che ha giocato per la Nazionale di calcio dell'Inghilterra –  George Hilsdon, 16 febbraio 1907
- Primo giocatore che ha giocato per la Nazionale di calcio dell'Inghilterra nel Campionato mondiale di calcio –  Roy Bentley, 25 giugno 1950
- Primo giocatore non inglese –  Nils Middelboe (Danimarca), 15 novembre 1913
- Primo giocatore di colore –  Paul Canoville, 12 aprile 1982
- Giocatore più giovane –  Ian Hamilton, 16 anni e 138 giorni, contro il Tottenham, First Division, 18 marzo 1967
- Giocatore più anziano –  Dick Spence, 39 anni e 57 giorni, contro il Bolton Wanderers, First Division, 13 settembre 1947
- Primo sostituto - John Boyle, che rimpiazzò George Graham contro il Fulham, First Division, 28 agosto 1965.

#### Maggior numero di presenze
Questa tabella è aggiornata al 5 gennaio 2018, e riporta i nomi dei trenta giocatori col maggior numero di presenze con la maglia del Chelsea.
|    | Nome               | Nazione                   | Periodo               | Presenze | Gol |
| -- | ------------------ | ------------------------- | --------------------- | -------- | --- |
| 1  | Ron Harris         | Inghilterra (bandiera)    | 1961-1980             | 795      | 14  |
| 2  | Peter Bonetti      | Inghilterra (bandiera)    | 1959-1979             | 729      | 0   |
| 4  | John Terry         | Inghilterra (bandiera)    | 1998-1999 & 2000-2017 | 717      | 67  |
| 3  | Frank Lampard      | Inghilterra (bandiera)    | 2001-2014             | 648      | 211 |
| 5  | John Hollins       | Inghilterra (bandiera)    | 1963-1975 & 1983-84   | 592      | 64  |
| 6  | Peter Cech         | Rep. Ceca (bandiera)      | 2004-2015             | 496      | 0   |
| 7  | Dennis Wise        | Inghilterra (bandiera)    | 1990-2001             | 445      | 76  |
| 8  | Steve Clarke       | Inghilterra (bandiera)    | 1987-1998             | 421      | 10  |
| 9  | Kerry Dixon        | Inghilterra (bandiera)    | 1983-1992             | 420      | 193 |
| 10 | Eddie McCreadie    | Inghilterra (bandiera)    | 1962-1974             | 410      | 5   |
| 11 | John Bumstead      | Inghilterra (bandiera)    | 1976-1991             | 409      | 44  |
| 12 | Ken Armstrong      | Inghilterra (bandiera)    | 1946-1957             | 402      | 30  |
| 13 | Didier Drogba      | Costa d'Avorio (bandiera) | 2004-2012 & 2014-2015 | 381      | 164 |
| =  | Peter Osgood       | Inghilterra (bandiera)    | 1964-1974 & 1978-1979 | 380      | 150 |
| 15 | Charlie Cooke      | Inghilterra (bandiera)    | 1966-1972 & 1974-1978 | 373      | 30  |
| 16 | John Obi Mikel     | Nigeria (bandiera)        | 2006-2017             | 372      | 6   |
| =  | Bobby Tambling     | Inghilterra (bandiera)    | 1958-1970             | 370      | 202 |
| 19 | Roy Bentley        | Inghilterra (bandiera)    | 1948-1956             | 367      | 150 |
| 20 | John Harris        | Inghilterra (bandiera)    | 1945-1956             | 364      | 14  |
| 21 | Harold Miller      | Inghilterra (bandiera)    | 1923-1939             | 363      | 44  |
| 22 | Branislav Ivanović | Serbia (bandiera)         | 2008-2017             | 374      | 34  |
| 23 | Frank Blunstone    | Inghilterra (bandiera)    | 1953-1964             | 347      | 54  |
| 24 | Colin Pates        | Inghilterra (bandiera)    | 1979-1988             | 346      | 10  |
| 25 | Marvin Hinton      | Inghilterra (bandiera)    | 1963-1976             | 344      | 4   |
| 26 | Peter Houseman     | Inghilterra (bandiera)    | 1962-1975             | 343      | 39  |
| 27 | Ashley Cole        | Inghilterra (bandiera)    | 2006-2014             | 338      | 7   |
| 28 | Jack Harrow        | Inghilterra (bandiera)    | 1911-1926             | 333      | 5   |
| 29 | Tommy Law          | Inghilterra (bandiera)    | 1925-1939             | 319      | 19  |
| 30 | Gary Locke         | Inghilterra (bandiera)    | 1972-1982             | 317      | 4   |

In grassetto sono indicati i giocatori ancora in attività.

### Reti

#### Statistiche generali
- Maggior numero di gol in totale – 203, Frank Lampard (2001-)
- Maggior numero di gol in una stagione – 43, Jimmy Greaves (First Division, 1960-61)
- Maggior numero di gol in una sola partita – 6, George Hilsdon contro il Worksop Town, FA Cup, 11 gennaio, 1908
- Maggior numero di gol in una finale - 3, David Speedie contro il Manchester City, Full Members Cup, 23 marzo, 1986
- Maggior numero di gol in campionato – 164, Bobby Tambling (1959-70)
- Maggior numero di gol in campionato in una stagione – 41, Jimmy Greaves, (First Division, 1960-61)
- Maggior numero di gol in una partita di campionato:
  - 5, George Hilsdon contro il Glossop, Second Division, 1º settembre 1906
  - 5, Jimmy Greaves contro il Wolverhampton Wanderers, First Division, 30 agosto 1958
  - 5, Jimmy Greaves contro il Preston North End, First Division, 19 dicembre 1959
  - 5, Jimmy Greaves contro il West Bromwich Albion, First Division, 3 dicembre 1960
  - 5, Bobby Tambling contro l'Aston Villa, First Division, 17 settembre 1966
  - 5, Gordon Durie contro il Walsall, Second Division, 4 febbraio, 1989
- Maggior numero di gol in Premier League – 141, Frank Lampard (2001-)
- Maggior numero di gol in Premier League in una stagione – 29, Didier Drogba, 2009-10
- Maggior numero di gol in una sola partita di Premier League:
  - 4, Gianluca Vialli contro il Barnsley, Premier League, 24 agosto 1997
  - 4, Jimmy Floyd Hasselbaink contro il Coventry City, Premier League, 21 ottobre 2000
  - 4, Frank Lampard contro il Derby County, Premier League, 12 marzo 2008
  - 4, Frank Lampard contro l'Aston Villa, Premier League, 27 marzo 2010
- Maggior numero di gol in FA Cup – 25, Bobby Tambling (1959-70)
- Maggior numero di gol in FA Cup in una stagione – 8, Peter Osgood, (1969-70)
- Maggior numero di gol in una sola partita di FA Cup:
  - 6, George Hilsdon contro il Worksop Town, FA Cup, 11 gennaio 1908
- Maggior numero di gol in finale di FA Cup - 3, Didier Drogba, (2004-)
- Maggior numero di gol nel FA Community Shield - 2, Didier Drogba, (2004-)
- Maggior numero di gol in Football League Cup – 25, Kerry Dixon (1983-92)
- Maggior numero di gol in Football League Cup in una stagione – 8, Kerry Dixon, (1984-85)
- Maggior numero di gol in una sola partita di Football League Cup:
  - 4, Kerry Dixon contro il Gillingham, Carling Cup, 13 settembre 1983
- Maggior numero di gol in finale di Football League Cup – 4, Didier Drogba (2004-)
- Maggior numero di gol in una competizione europea – 23, Didier Drogba (2004-)
- Maggior numero di gol in una competizione europea in una stagione – 8, Tore André Flo (UEFA Champions League 1999-00)
- Maggior numero di gol in una sola partita di una competizione europea:
  - 5, Peter Osgood v. Jeunesse Hautcharage, Coppa UEFA, 29 settembre 1971
- Maggior numero di triplette - 13, Jimmy Greaves (1957-61)
- Maggior numero di calci di rigore realizzati - 40, Dick Spence (1934-50)
- Maggior numero di gol segnati da sostituto - 12, Didier Drogba (2004-)
- Maggior numero di gol con la propria nazionale –  Didier Drogba, 34 nel periodo in cui è in forza al Chelsea (2004-), 43 in tutto, Nazionale di calcio della Costa d'Avorio.
- Goleador più anziano – Dick Spence, 38 anni e 282 giorni contro il Wolverhampton Wanderers, First Division, 26 aprile 1947
- Goleador più giovane – Ian Hamilton, 16 anni 138 giorni contro il Tottenham, First Division, 18 marzo 1967
- Goleador più veloce - 12 secondi, Keith Weller contro il Middlesbrough, Carling Cup, 7 ottobre 1970

#### Maggior numero di reti
1. In questa tabella, aggiornata al 12 maggio 2015, sono scritti i nomi dei ventisei giocatori che hanno totalizzato il maggior numero di gol con la maglia del Chelsea.

|    | Nome                    | Periodo               | Gol | Partite |
| -- | ----------------------- | --------------------- | --- | ------- |
| 1  | Frank Lampard           | 2001-2014             | 211 | 648     |
| 2  | Bobby Tambling          | 1959-70               | 202 | 370     |
| 3  | Kerry Dixon             | 1983-92               | 193 | 420     |
| 4  | Didier Drogba           | 2004-2012 & 2014-2015 | 164 | 381     |
| 5  | Roy Bentley             | 1948-56               | 150 | 367     |
| =  | Peter Osgood            | 1964-74 & 1978-79     | 150 | 380     |
| 7  | Jimmy Greaves           | 1957-61               | 132 | 169     |
| 8  | George Mills            | 1929-43               | 125 | 239     |
| 9  | Eden Hazard             | 2012-2019             | 110 | 352     |
| 10 | George Hilsdon          | 1906-12               | 108 | 164     |
| 11 | Barry Bridges           | 1958-66               | 93  | 205     |
| 12 | Tommy Baldwin           | 1966-74               | 92  | 239     |
| 13 | Jimmy Floyd Hasselbaink | 2000-2004             | 87  | 177     |
| 14 | Hughie Gallacher        | 1930-34               | 81  | 144     |
| 15 | Bob Whittingham         | 1909-19               | 80  | 129     |
| =  | Gianfranco Zola         | 1996-2003             | 80  | 312     |
| 16 | Eiður Guðjohnsen        | 2000-2006             | 78  | 263     |
| 17 | Dennis Wise             | 1990-2001             | 76  | 445     |
| 18 | Ron Tindall             | 1953-61               | 69  | 174     |
| 19 | John Terry              | 1998-1999 & 2000-2017 | 67  | 717     |
| 20 | John McNichol           | 1952-58               | 66  | 202     |
| 21 | Clive Walker            | 1975-84               | 65  | 224     |
| =  | Dick Spence             | 1934-50               | 65  | 246     |
| 23 | David Speedie           | 1982-87               | 64  | 205     |
| =  | John Hollins            | 1963-75 & 1983-84     | 64  | 592     |
| 25 | Gordon Durie            | 1986-91               | 63  | 153     |
| 26 | Andrew Wilson           | 1923-31               | 62  | 253     |

In grassetto sono indicati tutti i giocatori ancora in attività.

#### Capocannonieri per stagione
Questa tabella contiene al suo interno le statistiche riguardandi i migliori marcatori del Chelsea in ogni singola stagione disputata dalla squadra.
| Stagione | Nome                           | Divisione       | Gol |
| -------- | ------------------------------ | --------------- | --- |
| 1905-06  | Frank Pearson                  | Second Division | 18  |
| 1906-07  | George Hilsdon                 | Second Division | 27  |
| 1907-08  | George Hilsdon                 | First Division  | 24  |
| 1908-09  | George Hilsdon                 | First Division  | 25  |
| 1909-10  | Jimmy Windridge                | First Division  | 6   |
| 1910-11  | Bob Whittingham                | Second Division | 30  |
| 1911-12  | Bob Whittingham                | Second Division | 26  |
| 1912-13  | Vivian Woodward                | First Division  | 10  |
| 1913-14  | George Biswell/Harold Halse    | First Division  | 10  |
| 1914-15  | Bob Thomson                    | First Division  | 12  |
| 1919-20  | Jack Cock                      | First Division  | 21  |
| 1920-21  | Jack Cock                      | First Division  | 12  |
| 1921-22  | Jack Cock                      | First Division  | 13  |
| 1922-23  | Harry Ford/Buchanan Sharp      | First Division  | 10  |
| 1923-24  | Andrew Wilson                  | First Division  | 5   |
| 1924-25  | William Whitton                | Second Division | 16  |
| 1925-26  | Bob Turnbull                   | Second Division | 29  |
| 1926-27  | Bob Turnbull                   | Second Division | 17  |
| 1927-28  | Jimmy Thompson                 | Second Division | 25  |
| 1928-29  | George Biswell/Andrew Wilson   | Second Division | 9   |
| 1929-30  | George Mills                   | Second Division | 14  |
| 1930-31  | Hughie Gallacher               | First Division  | 14  |
| 1931-32  | Hughie Gallacher               | First Division  | 24  |
| 1932-33  | Hughie Gallacher               | First Division  | 19  |
| 1933-34  | George Mills                   | First Division  | 14  |
| 1934-35  | Dick Spence                    | First Division  | 19  |
| 1935-36  | Joe Bambrick                   | First Division  | 15  |
| 1936-37  | George Mills                   | First Division  | 22  |
| 1937-38  | George Mills                   | First Division  | 13  |
| 1938-39  | Joe Payne                      | First Division  | 17  |
| 1946-47  | Tommy Lawton                   | First Division  | 26  |
| 1947-48  | Ken Armstrong/Bobby Campbell   | First Division  | 11  |
| 1948-49  | Roy Bentley                    | First Division  | 20  |
| 1949-50  | Roy Bentley/Hugh Billington    | First Division  | 17  |
| 1950-51  | Roy Bentley                    | First Division  | 8   |
| 1951-52  | Roy Bentley/Jimmy D'Arcy       | First Division  | 12  |
| 1952-53  | Roy Bentley                    | First Division  | 12  |
| 1953-54  | Roy Bentley                    | First Division  | 21  |
| 1954-55  | Roy Bentley                    | First Division  | 21  |
| 1955-56  | Roy Bentley                    | First Division  | 14  |
| 1956-57  | John McNichol/Ron Tindall      | First Division  | 10  |
| 1957-58  | Jimmy Greaves                  | First Division  | 22  |
| 1958-59  | Jimmy Greaves                  | First Division  | 32  |
| 1959-60  | Jimmy Greaves                  | First Division  | 29  |
| 1960-61  | Jimmy Greaves                  | First Division  | 41  |
| 1961-62  | Bobby Tambling                 | First Division  | 20  |
| 1962-63  | Bobby Tambling                 | Second Division | 35  |
| 1963-64  | Bobby Tambling                 | First Division  | 17  |
| 1964-65  | Barry Bridges                  | First Division  | 20  |
| 1965-66  | George Graham                  | First Division  | 17  |
| 1966-67  | Bobby Tambling                 | First Division  | 21  |
| 1967-68  | Peter Osgood                   | First Division  | 16  |
| 1968-69  | Bobby Tambling                 | First Division  | 17  |
| 1969-70  | Peter Osgood                   | First Division  | 23  |
| 1970-71  | Keith Weller                   | First Division  | 13  |
| 1971-72  | Peter Osgood                   | First Division  | 18  |
| 1972-73  | Chris Garland/Peter Osgood     | First Division  | 11  |
| 1973-74  | Tommy Baldwin                  | First Division  | 9   |
| 1974-75  | Ian Hutchinson                 | First Division  | 7   |
| 1975-76  | Ray Wilkins                    | Second Division | 11  |
| 1976-77  | Steve Finnieston               | Second Division | 24  |
| 1977-78  | Tommy Langley                  | First Division  | 11  |
| 1978-79  | Tommy Langley                  | First Division  | 15  |
| 1979-80  | Clive Walker                   | Second Division | 13  |
| 1980-81  | Colin Lee                      | Second Division | 15  |
| 1981-82  | Clive Walker                   | Second Division | 16  |
| 1982-83  | Mike Fillery                   | Second Division | 9   |
| 1983-84  | Kerry Dixon                    | Second Division | 28  |
| 1984-85  | Kerry Dixon                    | First Division  | 24  |
| 1985-86  | Kerry Dixon/David Speedie      | First Division  | 14  |
| 1986-87  | Kerry Dixon                    | First Division  | 10  |
| 1987-88  | Gordon Durie                   | First Division  | 12  |
| 1988-89  | Kerry Dixon                    | Second Division | 25  |
| 1989-90  | Kerry Dixon                    | First Division  | 20  |
| 1990-91  | Gordon Durie                   | First Division  | 12  |
| 1991-92  | Dennis Wise                    | First Division  | 10  |
| 1992-93  | Mick Harford/Graham Stuart     | Premier League  | 9   |
| 1993-94  | Mark Stein                     | Premier League  | 13  |
| 1994-95  | John Spencer                   | Premier League  | 11  |
| 1995-96  | John Spencer                   | Premier League  | 13  |
| 1996-97  | Gianluca Vialli                | Premier League  | 9   |
| 1997-98  | Tore André Flo/Gianluca Vialli | Premier League  | 11  |
| 1998-99  | Gianfranco Zola                | Premier League  | 13  |
| 1999-00  | Gustavo Poyet/Tore André Flo   | Premier League  | 10  |
| 2000-01  | Jimmy Floyd Hasselbaink        | Premier League  | 23  |
| 2001-02  | Jimmy Floyd Hasselbaink        | Premier League  | 23  |
| 2002-03  | Gianfranco Zola                | Premier League  | 14  |
| 2003-04  | Jimmy Floyd Hasselbaink        | Premier League  | 13  |
| 2004-05  | Frank Lampard                  | Premier League  | 13  |
| 2005-06  | Frank Lampard                  | Premier League  | 16  |
| 2006-07  | Didier Drogba                  | Premier League  | 20  |
| 2007-08  | Frank Lampard                  | Premier League  | 10  |
| 2008-09  | Nicolas Anelka                 | Premier League  | 19  |
| 2009-10  | Didier Drogba                  | Premier League  | 29  |
| 2010-11  | Florent Malouda                | Premier League  | 13  |
| 2011-12  | Frank Lampard/Daniel Sturridge | Premier League  | 11  |
| 2012-13  | Frank Lampard                  | Premier League  | 15  |
| 2013-14  | Eden Hazard                    | Premier League  | 14  |

## Record della squadra

### Partecipazioni ai campionati e alle coppe europee
- Partecipazioni alla First Division/Premier League: 79 (campione)
- Partecipazioni alla Second Division: 19 (campione)
- Partecipazioni alla UEFA Champions League: 13 (campione)
- Partecipazioni alla Coppa delle Coppe: 5 (campione)
- Partecipazioni alla Coppa delle Fiere/Coppa UEFA: 7 (campione)
- Partecipazioni alla UEFA Conference League: 1 (campione)
- Partecipazioni alla Supercoppa UEFA: 3 (campione)

In corsivo sono indicati i massimi risultati raggiunti.

### Affluenza casalinga
In questa tabella sono contenuti i dati riguardanti le partite con maggiore affluenza di pubblico nello Stamford Bridge.
| Spettatori | Avversari               | Competizione   | Data             |
| ---------- | ----------------------- | -------------- | ---------------- |
| 100.000*   | Dynamo Mosca            | Amichevole     | 13 novembre 1945 |
| 82.905**   | Arsenal                 | First Division | 12 ottobre 1935  |
| 77.952     | Swindon Town            | FA Cup         | 13 marzo 1911    |
| 77.696     | Blackpool               | First Division | 16 ottobre 1948  |
| 77.000     | Tottenham               | First Division | 16 ottobre 1920  |
| 75.952     | Arsenal                 | First Division | 9 ottobre 1937   |
| 75.043     | Wolverhampton Wanderers | First Division | 9 aprile 1955    |
| 74.667     | Arsenal                 | First Division | 29 novembre 1955 |
| 74.365     | Birmingham City         | FA Cup         | 4 marzo 1931     |
| 72.614     | Arsenal                 | First Division | 3 aprile 1953    |

Tutte le partite si sono disputate a Stamford Bridge

* Stima

** Secondo più alto record per una partita delle competizioni organizzate dalla FA

### Affluenza in uno stadio neutrale
| Spettatori | Avversari         | Posta in gioco          | Stadio             | Data             |
| ---------- | ----------------- | ----------------------- | ------------------ | ---------------- |
| 100.000    | Leeds United      | FA Cup                  | Wembley Stadium    | 11 aprile 1970   |
| 100.000    | Stoke City        | Football League Cup     | Wembley Stadium    | 4 marzo 1972     |
| 100.000    | Tottenham         | FA Cup                  | Wembley Stadium    | 20 maggio 1967   |
| 90.000     | Millwall          | Football League War Cup | Wembley Stadium    | 7 aprile 1945    |
| 89.826     | Manchester Utd    | FA Cup                  | Wembley Stadium    | 19 maggio 2007   |
| 89.391     | Everton           | FA Cup                  | Wembley Stadium    | 30 maggio 2009   |
| 88.335     | Portsmouth        | FA Cup                  | Wembley Stadium    | 15 maggio 2010   |
| 88.103     | Arsenal           | FA Cup                  | Wembley Stadium    | 18 aprile 2009   |
| 87.660     | Tottenham         | Football League Cup     | Wembley Stadium    | 24 febbraio 2008 |
| 85.896     | Manchester Utd    | FA Community Shield     | Wembley Stadium    | 9 agosto 2009    |
| 85.000     | Charlton Athletic | Football League War Cup | Wembley Stadium    | 15 aprile 1944   |
| 80.731     | Manchester Utd    | FA Community Shield     | Wembley Stadium    | 5 agosto 2007    |
| 79.634     | Manchester Utd    | FA Cup                  | Wembley Stadium    | 14 maggio 1994   |
| 79.160     | Middlesbrough     | FA Cup                  | Wembley Stadium    | 17 maggio 1997   |
| 78.217     | Aston Villa       | FA Cup                  | Wembley Stadium    | 20 maggio 2000   |
| 78.000     | Liverpool         | Football League Cup     | Millennium Stadium | 27 febbraio 2005 |
| 77.698     | Middlesbrough     | Football League Cup     | Wembley Stadium    | 29 marzo 1998    |

### Prime volte
- Esordio ufficiale – contro lo Stockport County, Second Division, 1º settembre 1905 (persa 1-0).
- Prima vittoria – contro il Liverpool, Amichevole, 4 settembre 1905 (vinta 4-0).
- Primo gol ufficiale segnato – John Tait Robertson, contro il Blackpool, Second Division, 9 settembre 1905 (vinta 1-0).
- Prima partita di FA Cup – contro il First Grenadier Guards, Primo incontro di qualificazione, 7 ottobre 1905 (vinta 6-1).
- Prima partita di FA Cup (propria) – contro il Lincoln City, Primo turno, 12 gennaio 1907 (pareggiata 2-2).
- Prima partita di Carling Cup – contro il Millwall, Primo turno, 10 ottobre 1960 (vinta 7-1).
- Prima partita in Europa – contro il BK Frem, Coppa UEFA, 30 settembre 1958 (vinta 3-1).
- Prima partita di UEFA Champions League – contro lo Skonto Riga, Terzo turno di qualificazione, 11 agosto 1999 (vinta 3-0).
- Prima partita di UEFA Champions League (propria) – contro l'Milan, Fase a gironi, 15 settembre 1999 (pareggiata 0-0).
- Prima vittoria in FA Cup nel nuovo Stadio di Wembley - contro il Manchester United, finale di FA Cup 19 maggio 2007 (vinta 1-0 ai tempi supplementari)
- Primo double - FA Cup contro il Portsmouth (15 maggio 2010) e Premier League 2009-2010
- Cento gol segnati in una stagione di campionato - Premier League 2009-2010

### Vittorie
- Maggiore vittoria – 13-0 contro il Jeunesse Hautcharage, Coppa delle Coppe, 29 settembre 1971
- Maggiore vittoria in campionato – 8-0 contro il Wigan Athletic, Premier League, 9 maggio 2010
- Maggiore vittoria in FA Cup – 9-1 contro il Worksop Town, FA Cup, 11 gennaio, 1908
- Maggiore vittoria in Football League Cup – 7-0 contro il Doncaster Rovers, Carling Cup, 16 novembre 1960
- Maggiore vittoria in una competizione europea – 13-0 contro il Jeunesse Hautcharage, Coppa delle Coppe, 29 settembre 1971
- Maggiore striscia di vittorie consecutive – 13, 1 ottobre 2016 - 31 dicembre 2016
- Maggiore striscia senza vittorie in campionato – 21, 3 novembre 1987 - 2 aprile 1988
- Maggior numero di vittorie in campionato in una sola stagione – 29 in 38 partite, Premier League, 2004-05 & 2005-06
- Minor numero di vittorie in campionato in una sola stagione – 5 in 42 partite, First Division, 1978-79.

### Pareggi
- Pareggio con più reti – 5-5 contro il West Ham United, First Division, 17 dicembre 1966
- Maggior numero di pareggi in campionato in una sola stagione – 18 in 42 partite, First Division, 1922-23.
- Minor numero di pareggi in campionato in una sola stagione – 3 in 38 partite, Premier League, 1997-98
- Maggiore striscia di pareggi consecutivi in campionato – 6, 20 agosto 1969 - 13 settembre 1969

### Sconfitte
- Peggiore sconfitta – 1-8 contro il Wolverhampton Wanderers, First Division, 26 settembre 1953
- Peggiore sconfitta in campionato – 1-8 contro il Wolverhampton Wanderers, First Division, 26 settembre 1953
- Peggiore sconfitta in FA Cup – 0-6 contro lo Sheffield Wednesday, FA Cup, 5 febbraio 1913
- Peggiore sconfitta in Carling Cup – 2-6 contro lo Stoke City, Carling Cup, 22 ottobre 1974
- Peggiore sconfitta in una competizione europea – 0-5 contro il Barcellona, Coppa UEFA, 25 maggio 1966
- Peggiore sconfitta in UEFA Champions League - 1-5 contro il Barcellona, UEFA Champions League 1999-2000, 18 aprile 2000
- Maggiore striscia di sconfitte consecutive in campionato – 7, 1º novembre 1952 - 20 dicembre 1952
- Maggiore striscia di imbattibilità - 23, 23 gennaio 2007 - 28 aprile 2007 e 4 aprile 2009 - 23 settembre 2009
- Maggiore striscia di imbattibilità in campionato – 40, 23 ottobre 2004 - 29 ottobre 2005
- Maggior numero di sconfitte in campionato in una sola stagione – 27 in 42 partite, First Division, 1978-79.
- Minor numero di sconfitte in campionato in una sola stagione – 1 in 38 partite, Premier League, 2004-05.

### Gol
- Maggior numero di gol segnati in una sola partita – 13 contro il Jeunesse Hautcharage, Coppa delle Coppe, 29 settembre 1971.
- Maggior numero di gol concessi in una sola partita – 8 contro il Wolverhampton Wanderers, First Division, 26 settembre 1953.
- Maggior numero di gol segnati in una sola stagione – 103 in 38 partite, First Division, 2009-2010.
- Minor numero di gol concessi in una sola stagione – 15 in 38 partite, Premier League, 2004-05.

### Punti
- Maggior numero di punti conquistati in una sola stagione (3 per vittoria) – 99 in 42 partite, Second Division, 1988-89.
- Minor numero di punti conquistati in una sola stagione (3 per vittoria) – 42 in 42 partite, First Division, 1987-88.
- Maggior numero di punti conquistati in una sola stagione (2 per vittoria) – 57 in 38 partite, Second Division, 1906-07.
- Minor numero di punti conquistati in una sola stagione (2 per vittoria) – 20 in 42 partite, First Division, 1978-79.

### Rete inviolata
- Maggior numero di partite terminate con la rete inviolata in una sola stagione – 34 in 59 partite, (2004-05)
- Minor numero di partite terminate con la rete inviolata in una sola stagione – 2 in 47 partite, (1960-61)
- Maggior numero di partite di campionato terminate con la rete inviolata in una sola stagione – 25 in 38 partite, Premier League, 2004-05
- Minor numero di partite di campionato terminate con la rete inviolata in una sola stagione – 1 in 42 partite, First Division, 1960-61
- Maggior numero di partite consecutive con rete inviolata in una sola stagione – 10, 18 dicembre 2004 - 12 febbraio 2005
- Portiere col maggior numero di reti inviolate – 208, Peter Bonetti (1959-79)
- Portiere col maggior numero di reti inviolate in una sola stagione – 28, Petr Čech (2004-)
- Maggior numero di partite consecutive terminate a reti inviolate da parte di un solo portiere – 9, William Foulke, (1905-06)

## Trasferimenti

### Record
- Record di sterline ricevute per un trasferimento – £ 24 000 000 dal Real Madrid per Arjen Robben, agosto 2007.
- Record di sterline pagate per un trasferimento – £ 58 500 000 al Liverpool per Fernando Torres, gennaio 2011.

### Primi acquisti per cifre
- Primo acquisto pagato dalle £100 in su: - Bob McRoberts, agosto 1905 (£100)
- Primo acquisto pagato dalle £1 000 in su: - Fred Rouse, ottobre 1907 (£1000)
- Primo acquisto pagato dalle £10 000 in su: - Hughie Gallacher, maggio 1930 (£10 000)
- Primo acquisto pagato dalle £50 000 in su: - Charlie Cooke, aprile 1966 (£72 000)
- Primo acquisto pagato dalle £100 000 in su: – Tony Hateley, ottobre 1966 (£100 000)
- Primo acquisto pagato dalle £500 000 in su: – Dave Beasant, gennaio 1989 (£725 000)
- Primo acquisto pagato dal £1 000 000 in su: – Dennis Wise, luglio 1990 (£1 600 000)
- Primo acquisto pagato dai £5 000 000 in su: – Graeme Le Saux, agosto 1997 (£5 000 000)
- Primo acquisto pagato dai £10 000 000 in su: – Chris Sutton, luglio 1999 (£10 000 000)
- Primo acquisto pagato dai £20 000 000 in su: – Didier Drogba, luglio 2004 (£24 000 000)
- Primo acquisto pagato dai £30 000 000 in su: – Andrij Ševčenko, giugno 2006 (£30 800 000)

## Record nazionali o continentali
- Minor numero di gol concessi in una sola stagione in campionato – 15 in 38 partite, Premier League, 2004-05 (record Inglese)
- Maggiore serie di reti inviolate consecutive dall'inizio della stagione – 6, 14 agosto 2005 - 17 settembre 2005 (record Inglese)
- Maggior numero di punti in una sola stagione di campionato – 95, Premier League, 2004-05 (record Inglese)
- Maggior numero di partite di imbattibilità casalinga – 86, 20 marzo 2004 - 26 ottobre 2008 (record Inglese)
- Maggiore vittoria in una competizione europea: – 21-0, contro il Jeunesse Hautcharage, Coppa delle Coppe, 29 settembre 1971 (record europeo)
- Maggior numero di partite consecutive vinte fuori casa - 11, 24 agosto 2008 - 22 dicembre 2008 (record Inglese)
- Maggior numero di partite consecutive vinte dalla prima di campionato - 6, 15 agosto 2009 - 26 settembre 2009 (record Inglese)

## Tiri di rigori
| Stagione | Data              | Competizione                | Turno            | Squadra              | Stadio   | Risultato |
| -------- | ----------------- | --------------------------- | ---------------- | -------------------- | -------- | --------- |
| 1983–84  | 25 ottobre 1983   | English Football League Cup | Secondo          | Leicester City       | Casa     | 4–3       |
| 1985–86  | 13 novembre 1985  | Full Members Cup            | Semifinali       | West Bromwich Albion | Ospiti   | 5–4       |
| 1990–91  | 18 febbraio 1991  | Full Members Cup            | Terzo            | Luton Town           | Casa     | 1–4       |
| 1991–92  | 26 novembre 1991  | Full Members Cup            | Terzo            | Ipswich Town         | Casa     | 4–3       |
| 1994–95  | 8 febbraio 1995   | FA Cup                      | Terzo            | Millwall             | Casa     | 4–5       |
| 1995–96  | 17 gennaio 1996   | FA Cup                      | Terzo            | Newcastle United     | Ospiti   | 4–2       |
| 1997–98  | 3 agosto 1997     | FA Community Shield         | –                | Manchester United    | Neutrale | 2–4       |
| 1997–98  | 15 ottobre 1997   | English Football League Cup | Terzo            | Blackburn Rovers     | Casa     | 4–1       |
| 1997–98  | 7 gennaio 1998    | English Football League Cup | Quarti di finale | Ipswich Town         | Ospiti   | 4–1       |
| 2005–06  | 26 ottobre 2005   | English Football League Cup | Terzo            | Charlton Athletic    | Casa     | 4–5       |
| 2006–07  | 1 maggio 2007     | UEFA Champions League       | Semifinali       | Liverpool            | Ospiti   | 1–4       |
| 2007–08  | 5 agosto 2007     | FA Community Shield         | –                | Manchester United    | Neutrale | 0–3       |
| 2007–08  | 21 maggio 2008    | UEFA Champions League       | Finale           | Manchester United    | Neutrale | 5–6       |
| 2008–09  | 12 novembre 2008  | English Football League Cup | Quarto           | Burnley              | Casa     | 4–5       |
| 2009–10  | 9 agosto 2009     | FA Community Shield         | –                | Manchester United    | Neutrale | 4–1       |
| 2009–10  | 2 dicembre 2009   | English Football League Cup | Quarti di finale | Blackburn Rovers     | Ospiti   | 3–4       |
| 2010–11  | 19 febbraio 2011  | FA Cup                      | Quarto           | Everton              | Casa     | 3–4       |
| 2011–12  | 21 settembre 2011 | English Football League Cup | Terzo            | Fulham               | Casa     | 4–3       |
| 2011–12  | 19 maggio 2012    | UEFA Champions League       | Finale           | Bayern Munich        | Neutrale | 4–3       |
| 2013–14  | 30 agosto 2013    | Supercoppa UEFA             | –                | Bayern Munich        | Neutrale | 4–5       |
| 2015–16  | 27 ottobre 2015   | English Football League Cup | Quarto           | Stoke City           | Ospiti   | 4–5       |
| 2017–18  | 6 agosto 2017     | FA Community Shield         | –                | Arsenal              | Neutrale | 1–4       |
| 2017–18  | 17 gennaio 2018   | FA Cup                      | Terzo            | Norwich City         | Casa     | 5–3       |
| 2018–19  | 24 gennaio 2019   | English Football League Cup | Semifinali       | Tottenham Hotspur    | Casa     | 4–2       |
| 2018–19  | 24 febbraio 2019  | English Football League Cup | Finale           | Manchester City      | Neutrale | 3–4       |
| 2018–19  | 9 maggio 2019     | UEFA Europa League          | Semifinali       | Eintracht Frankfurt  | Casa     | 4–3       |
| 2019–20  | 14 agosto 2019    | Supercoppa UEFA             | –                | Liverpool            | Neutrale | 4–5       |
| 2020–21  | 29 settembre 2020 | English Football League Cup | Quarto           | Tottenham Hotspur    | Ospiti   | 4–5       |
| 2021–22  | 11 agosto 2021    | Supercoppa UEFA             | –                | Villarreal           | Neutrale | 6–5       |
| 2021–22  | 22 settembre 2021 | English Football League Cup | Terzo            | Aston Villa          | Casa     | 4–3       |
| 2021–22  | 26 ottobre 2021   | English Football League Cup | Quarto           | Southampton          | Casa     | 4–3       |